# James Rosati

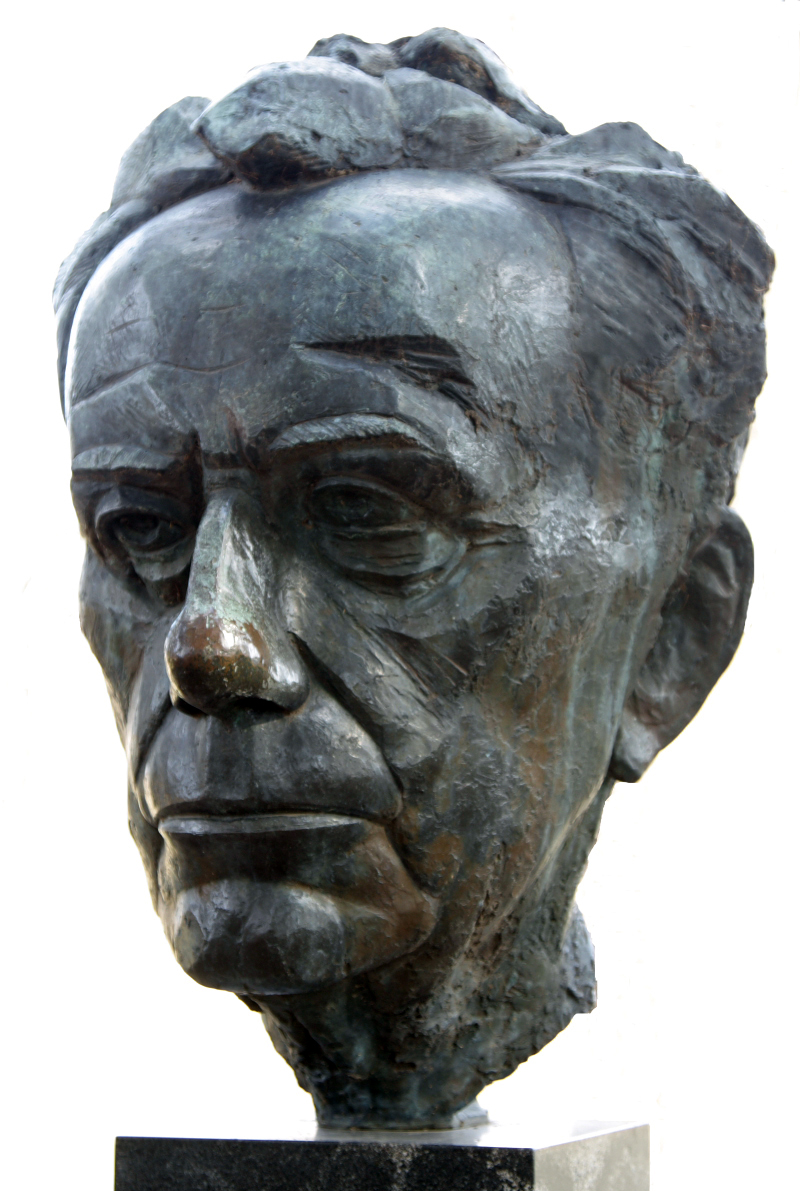
Busto de Paul Tillich por James Rosati en New Harmony, Indiana, EE. UU.

James Rosati (Washington, Pennsylvania 1911 – Nueva York 1988) fue un escultor abstracto estadounidense.

## Vida
Nacido cerca de Pittsburgh, Rosati se trasladó a Nueva York en 1944, donde trabó amistad con su compañero escultor Phillip Pavia. Fue miembro del Eight Street Club (el Club) y de la Escuela de Nueva York de expresionismo abstracto.  Rosati estuvo entre los participantes de la Exposición Artística de 9th Street y de las posteriores exhibiciones en la Stable Gallery. Conoció y compartió amistad con pintores como Willem de Kooning y Franz Kline y con el escultor David Smith. Se le concedió el Mr and Mrs Frank G. Logan Art Institute Prize de escultura en 1962 y una beca John Simon Guggenheim en 1964. La exposición de 1969 en la Universidad Brandeis elevó su carrera a nuevas cotas. Tuvo otras exposiciones individuales y participó en otras muchas colectivas.
Rosati es quizás especialmente conocido por sus esculturas en piedra de la década de 1960 y por su escultura de acero inoxidable Ideogram, que se elevaba a más de 7 metros de altura sobre la plaza que se abría entre las Torres 1 y 2 del World Trade Center en Nueva York. Existen alrededor de cuarenta de sus esculturas monumentales repartidas por Estados Unidos y el resto del mundo.

## Colecciones públicas
Entre las colecciones públicas que albergan obras de James Rosati se incluyen:
- Museo Albright-Knox (Búfalo, Nueva York)
- Museo de Arte Carnegie (Pittsburgh, Pennsylvania)
- Colección de Arte del Empire State Plaza (Albany, Nueva York)[2]
- Los Jardines de la Escultura (Grounds for Sculpture) (Hamilton, Nueva Jersey)
- Museo de Arte de Honolulu (Honolulu, Hawái)
- Museo della Scultural Contemporanea - Matera (Matera, Italia)
- Galería Nacional de Arte (Washington, D. C.)
- Museo Whitney de Arte Estadounidense (Nueva York)
- Galería de Arte de la Universidad de Yale (New Haven, Connecticut)

## Obras escogidas
- Column I, Universidad Stanford
- Loo Wit, Universidad de Seattle
- Upright Form V, 1982, Museo de Bellas Artes de Montgomery, Blount Cultural Park, Montgomery, Alabama